# Вербна неділя (християнство)

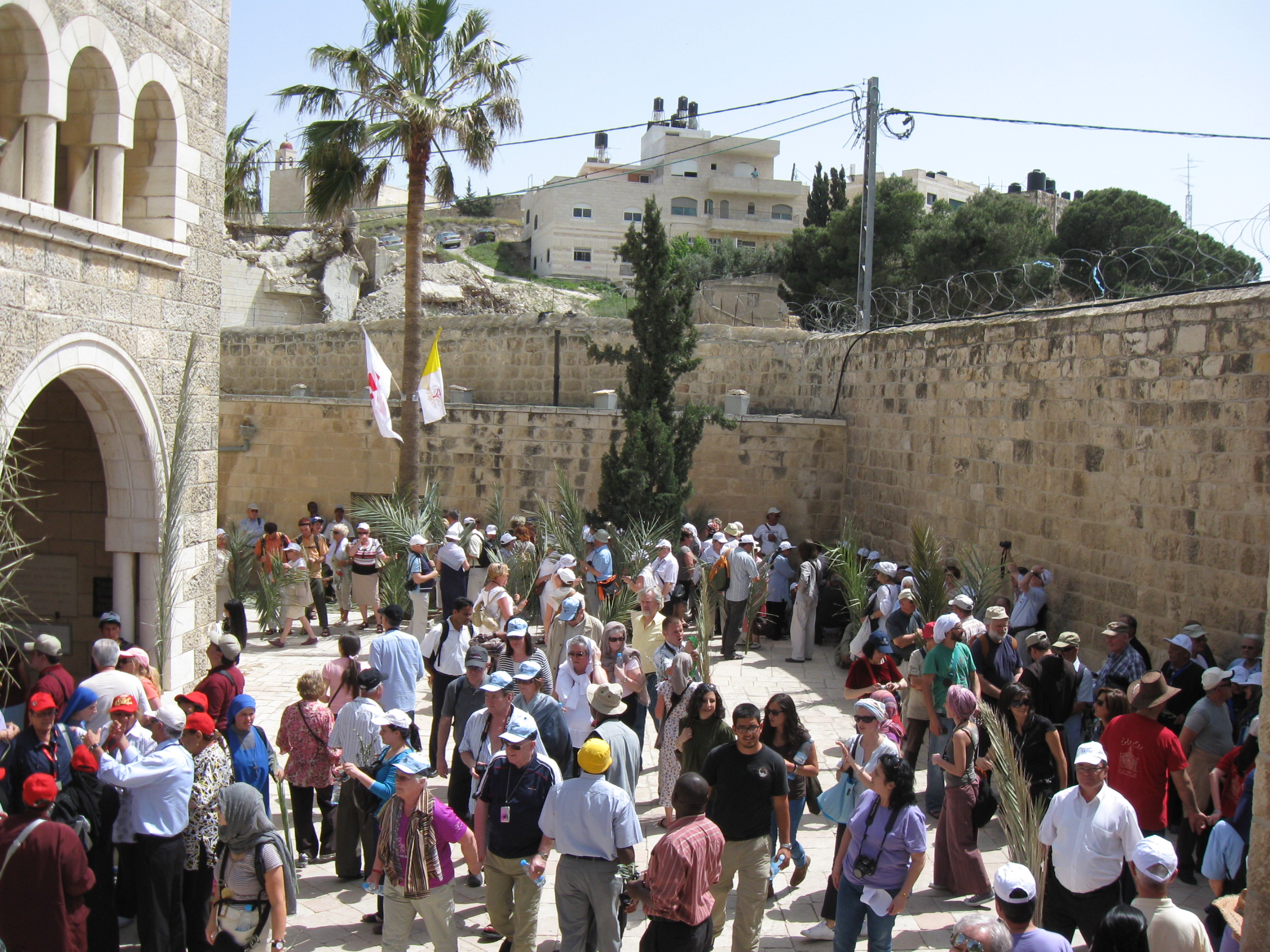
Віфагія — вихідна точка на маршруті тріумфального входу Ісуса Христа до Єрусалиму.

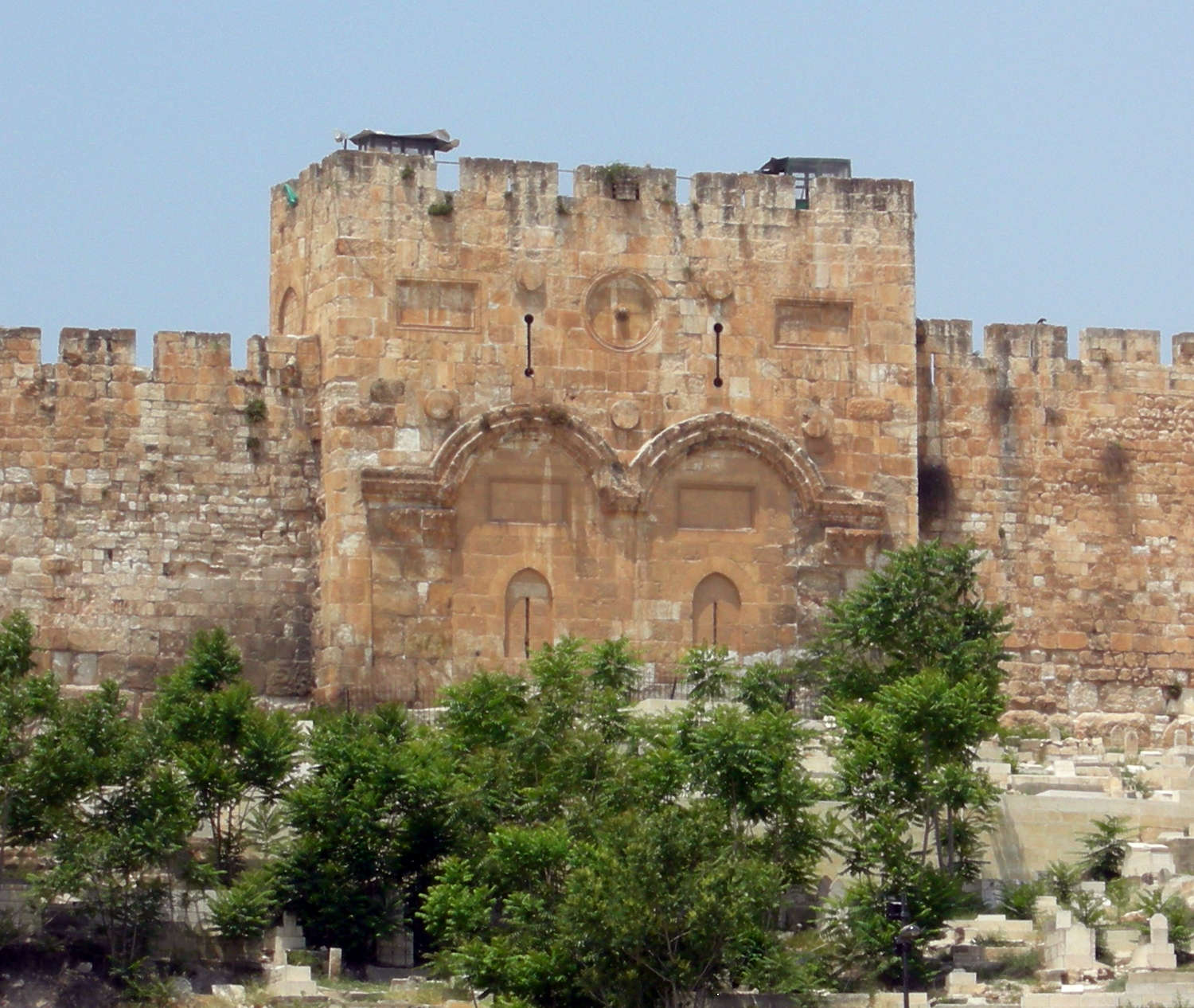
Замуровані Золоті ворота стіни Старого міста Єрусалима, побудовані на рештках воріт що вели до Єрусалимського Храму з Оливної Гори.

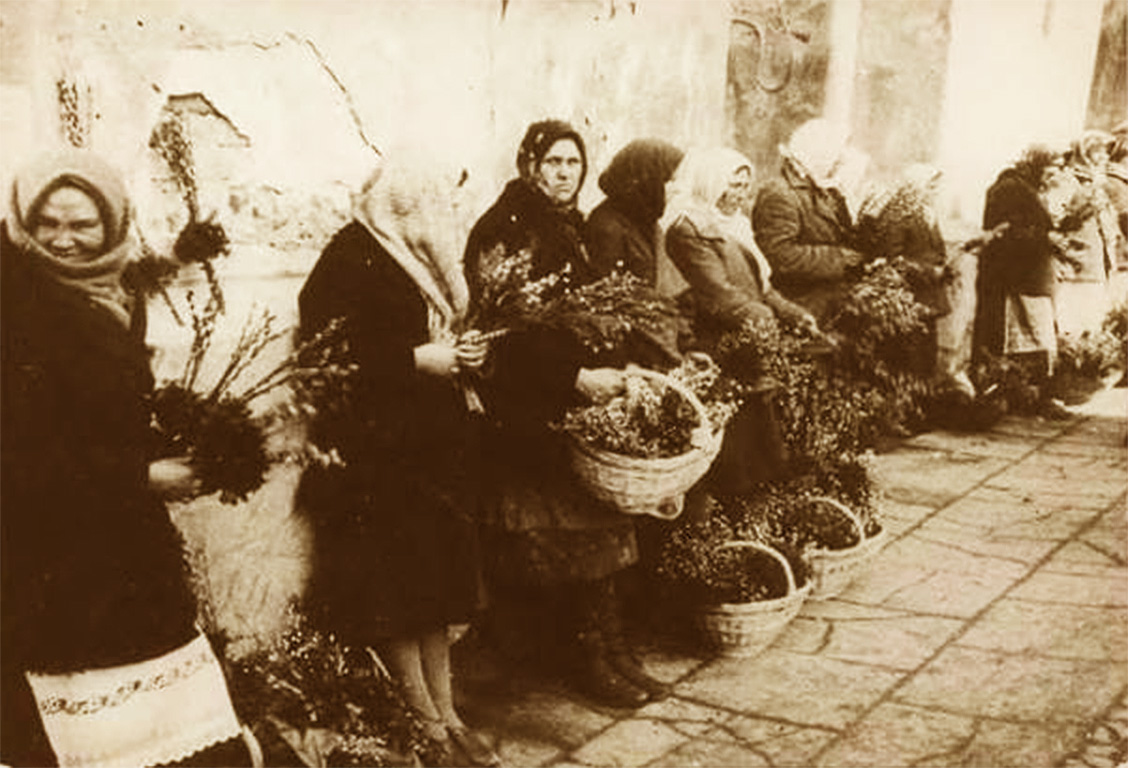
Напередодні Вербної неділі. Луцьк, 1920-ті роки

Вербна неділя, Ве́рбниця (лат. Dominica in Palmis de passione Domini) — шоста неділя Великого Посту, яка припадає за 7 днів до Великодня. Великий Тиждень, який ще називається Страсним, розпочинається Вербною неділею. Багатьма мовами світу вона називається Пальмовою неділею — з огляду на гілки пальм, що їх стелили на дорогу під час в'їзду Господа Ісуса в Єрусалим. Однак на слов'янських територіях, де пальми не ростуть, а навесні розпускається і зацвітає верба, пальмові гілки люди замінили вербними, які починають зеленіти і цвісти, відповідно змінилася назва свята: біл. Вербніца, рос. Вербное воскресенье, Неделя Цветоносная, болг. Връбница, Цветница, серб. Цвети, словац. Kvetná nedeľa (у деяких місцевостях України Вербну неділю також називають Квітною чи Цвітною).

## Євангелія
У Вербну неділю християни відзначають вхід Ісуса Христа в Єрусалим. За описами в Євангеліях, народ зустрічає його як царя і кидає йому під ноги пальмові листки. У середземноморському регіоні пальми вважали знаком життя і перемоги, а у Ізраїлі — символом незалежності та перемог ізраїльського царя. Ослиця (осел) за єврейською традицією є символом скромності царя і його ненасильницької влади.
Євангеліст Матвій (Матей) так описує Вхід Господній до Єрусалима:
|  | А коли наблизились до Єрусалиму, прийшли вони у Витфагію, коло гори Оливної. Тоді послав Ісус двох учнів, сказавши до них: «Ідіть у село, що перед вами; відразу ж знайдете прив'язану ослицю й осля з нею; відв'яжіть і приведіть до мене. А як хтось скаже вам щось, ви відповісте, що Господь їх потребує, але він незабаром поверне їх назад.» Сталось це, щоб збулося слово пророка, який говорив: «Скажіть дочці сіонській: Ось цар твій іде до тебе; лагідний і верхи на ослиці, — на осляті, синові підяремної.» Учні ж пішли і зробили так, як Ісус звелів їм: привели ослицю та ослятко, поклали на них одяг й Ісус сів на неї. Народ же, якого було багато, простеляв свою одіж по дорозі, а інші зрізували з дерев гілки і розкладали по дорозі. Люди, що йшли перед ним і ззаду, кликали: «Осанна Синові Давида! Благословен той, що йде в ім'я Господнє, осанна на висоті!» І коли він увійшов у Єрусалим, заметушилося все місто, питаючи: «Хто це такий?» Народ же казав: «Це пророк, Ісус із Назарету в Галилеї.» Ісус увійшов у храм і вигнав усіх, що продавали й купували в храмі; перевернув столи міняйлів, а й ослони тих, що продавали голубів, і сказав їм: «Написано: Дім мій домом молитви буде зватись, — ви ж чините з нього печеру розбійників.» І підійшли до нього в храмі сліпі та кульгаві, і він зцілив їх. Первосвященики ж та книжники, побачивши чуда, які він творив, і дітей, що кричали в храмі: «Осанна Синові Давида!» — обурилися і мовили до нього: «Чуєш, що оці кажуть?» А Ісус відповів їм: «Атож, хіба ви ніколи не читали: Устами немовлят та ссущих ти вчинив собі похвалу.» І покинувши їх, вийшов з міста у Витанію і там заночував" |

## Церковна традиція

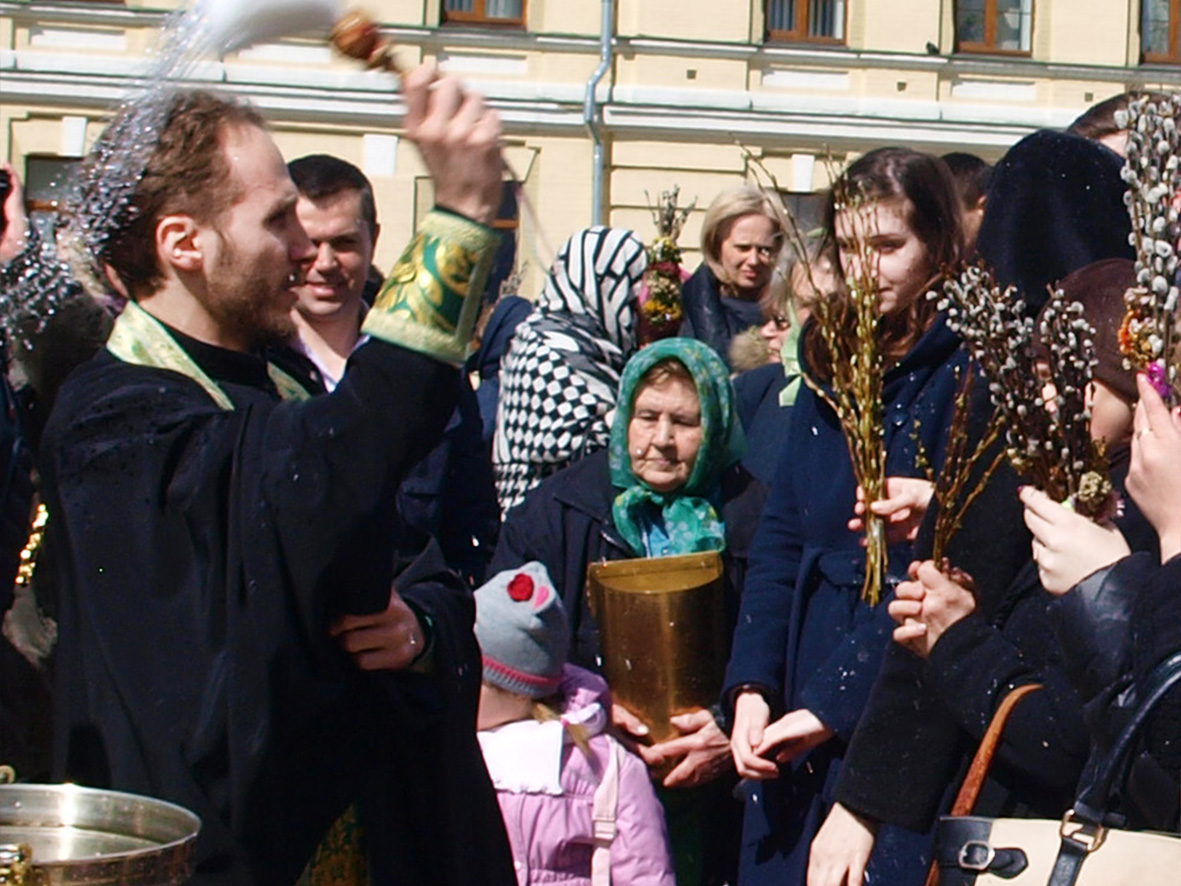
Освячення верби. Михайлівський Золотоверхий монастир, Київ

День Вербної неділі нагадує християнам урочистий вхід Ісуса Христа в Єрусалим, який знаменував собою безпосереднє наближення Його Страстей і смерті на хресті. Люди, які Його вітали, кидали на дорогу плащі та зелені галузки пальм, вигукуючи: «Осанна Синові Давида!». Урочистий в'їзд Ісуса Христа в Єрусалим описаний у всіх Євангеліях. Цій події всі вони надають особливого значення.
Літургія Вербної неділі також згадує як радісні моменти процесії з пальмами, так і Страсті Господні. Цим церква підкреслює, що тріумф Христа і Його Жертва завжди нерозривно пов'язані.
Процесія на початок Євхаристії має свою багатовікову традицію. Так, у Єрусалимі вже у IV ст. єрусалимський патріарх сідав на ослицю і в'їжджав на ній на Оливну гору, оточений вірянами. У західній Церкві подібна практика прийшла дещо пізніше — в V–VI ст. Сам звичай освячення пальмових гілок (вербових гілок, квітучих галузок тощо) введено в літургію у XI ст.
До реформи 1955 року в католицькій церкві існував звичай, за яким священнослужитель виходив у день Вербної неділі перед церкву, а двері святині зачиняли. Священник тричі стукав хрестом у браму, тоді вона відчинялася і священник з учасниками процесії входили до храму, аби відправити літургію. Цей символ мав нагадати вірним, що зачинене небо відкрилося людям завдяки заслузі хресної смерті Христа. Освячені галузки вірні зберігають цілий рік, щоби потім спалити їх на попіл для використання його у церковному обряді у Попільну Середу.
Процесія з вербами (пальмами) є, з одного боку, пам'яткою про давню історичну подію, а з другого — нашими кроками разом із Христом до жертви, якою нині є Літургія.
На літургію Вербної неділі священник вдягає не фіолетовий одяг, як колись, а червоний. Процесія має тріумфальний характер. Христос входить до свого міста як Цар і Господь, приймає спонтанне прославлення мешканців. Цим Церква хоче сказати, що як за кілька днів Христос Господь зазнає жорстокої смерті, то все одно ніхто не позбавить Його царської величі і права на панування. Царську гідність Христа Господа підкреслюють антифони й пісні, співані під час процесії.

### Західне християнство

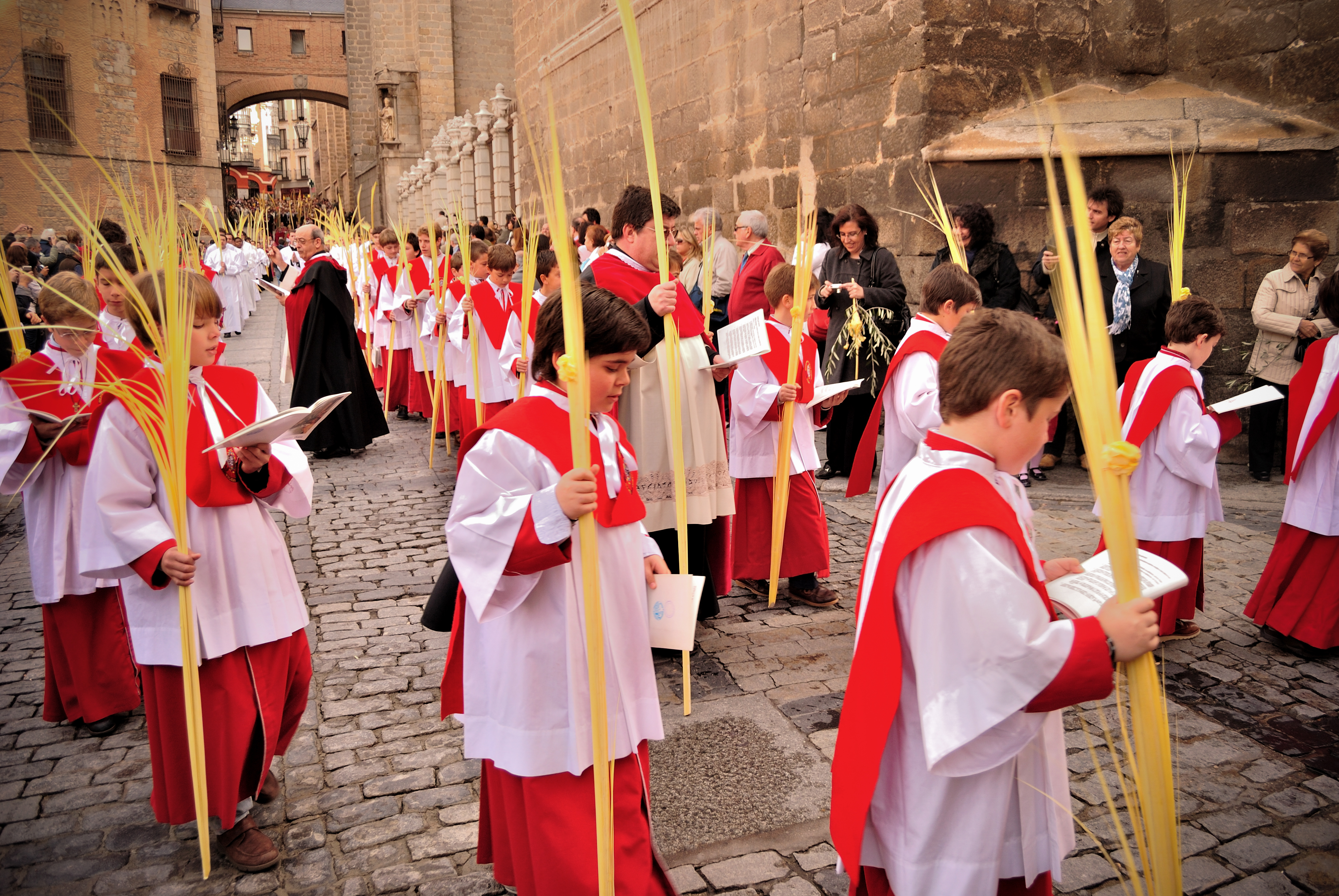
Пальмова неділя у Толедо, Іспанія

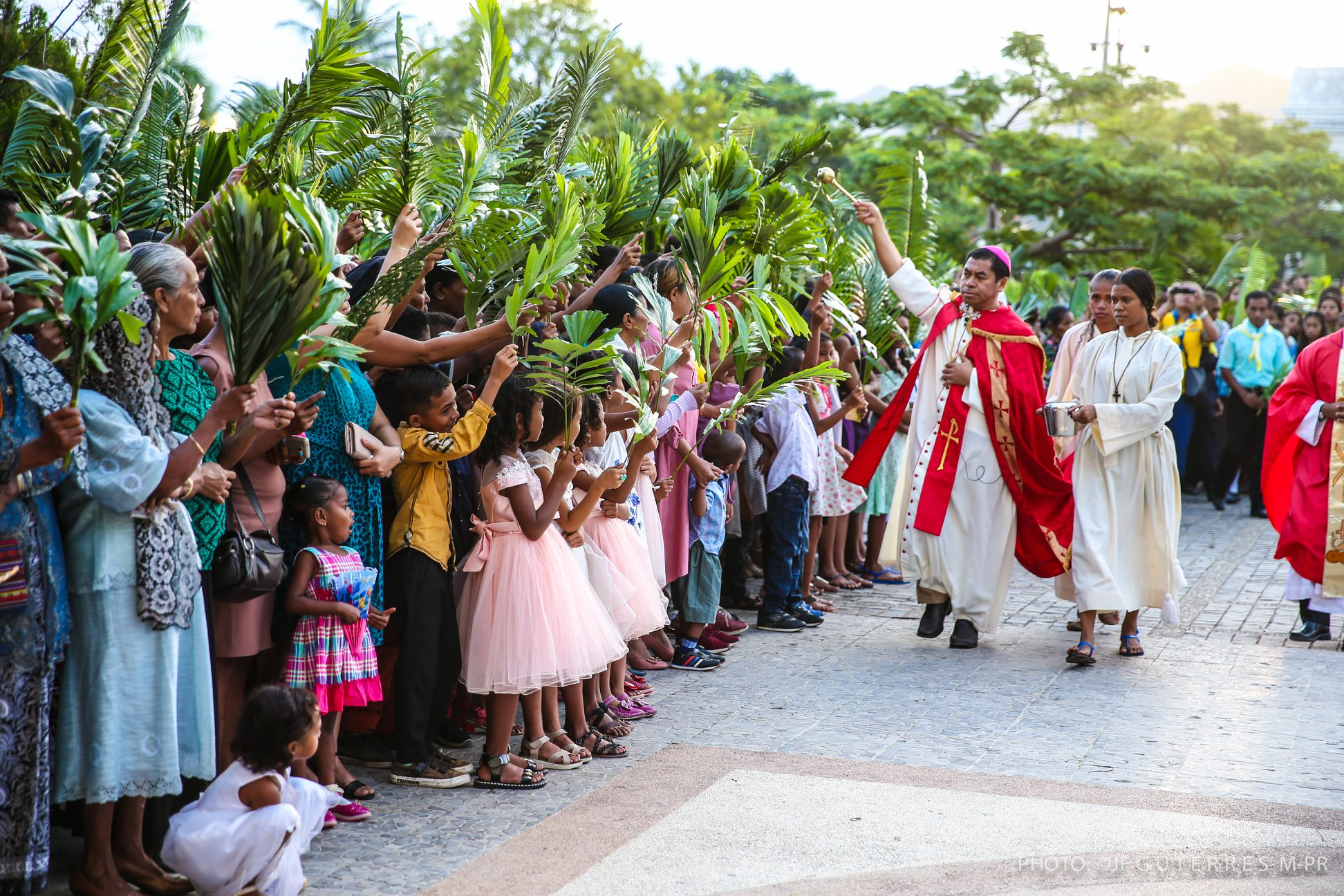
Пальмова неділя у Східному Тиморі

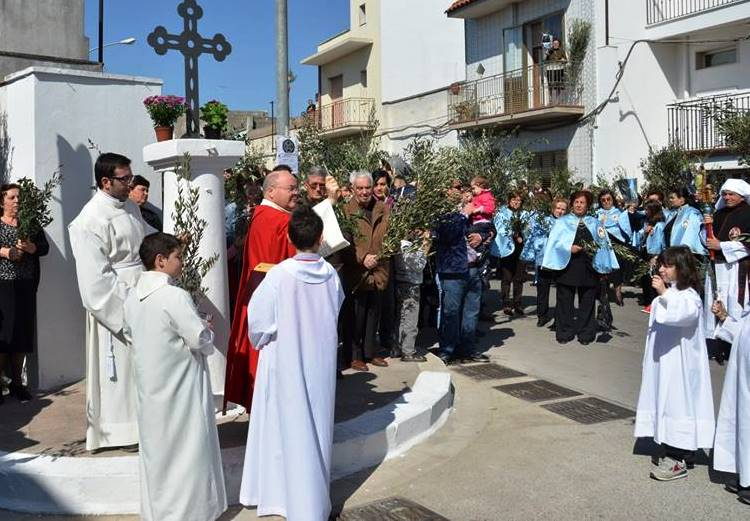
Пальмова неділя в Аветрана, Італія

У давні часи пальмові гілки символізували доброту та перемогу. Вони часто зображувалися на монетах і важливих будівлях. Соломон наказав вирізати пальмові гілки на стінах і дверях храму. Знову ж таки, наприкінці Біблії люди з кожного народу піднімають пальмові гілки, щоб вшанувати Ісуса.
Пальмова неділя відзначає в'їзд Христа в Єрусалим, під час якого пальмові гілки були покладені на його шлях, перед його арештом у Великий четвер і розп'яттям у Страсна п'ятниця. Таким чином, вона знаменує початок Страсний тиждень, останнього тижня Великого посту.
У церквах багатьох християнських конфесій членам громади, часто дітям, дають пальми, які вони несуть, коли йдуть процесією навколо внутрішньої частини церкви. У Церкві Пакистану, об'єднаній протестантській церкві, віруючі в Пальмову неділю несуть пальмові гілки до церкви, співаючи Псалом 24. Для Пальмової неділі було розроблено потужну гімнологію, включаючи "Осанна, гучна осанна", "Ride On, Ride On in Majesty!", "All Glory, Laud and Honour", "Palms of Victory" і "Слухай радісний звук! Спаситель приходить".
У Римо-католицькій церкві, а також серед багатьох лютеранських та англіканських громад, пальмові гілки (або в холодніших кліматах деякі види замінників) благословляються святою водою поза будівлею церкви (або в холодних кліматах у нартекс, коли Великдень припадає на початок року) під час події, що називається Благословення пальм. Урочиста процесія всієї громади відбувається відразу після благословення пальм, що називається Пальмовою процесією.
У католицькій, лютеранській та англіканській традиціях це свято тепер збігається зі святом Страсна неділя, яке є центром Меси, що слідує за процесією. Католицька церква вважає благословенні пальми сакраменталіями. Одяг для цього дня глибокого червоного кольору, кольору крові, що вказує на найвищу викупну жертву, яку Христос прийшов принести в місто, щоб виконати свої страсті та воскресіння в Єрусалимі.

## Святкування і народні традиції
| Рік  | Західна    | Східна     |
| ---- | ---------- | ---------- |
| 2010 | 28 березня | 28 березня |
| 2011 | 17 квітня  | 17 квітня  |
| 2012 | 1 квітня   | 8 квітня   |
| 2013 | 24 березня | 28 квітня  |
| 2014 | 13 квітня  | 13 квітня  |
| 2015 | 29 березня | 5 квітня   |
| 2016 | 20 березня | 24 квітня  |
| 2017 | 9 квітня   | 9 квітня   |
| 2018 | 25 березня | 1 квітня   |
| 2019 | 14 квітня  | 21 квітня  |
| 2020 | 5 квітня   | 12 квітня  |
| 2021 | 28 березня | 25 квітня  |
| 2022 | 10 квітня  | 17 квітня  |

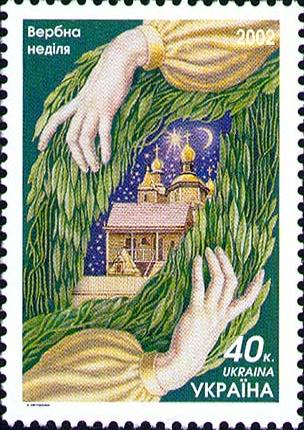
Марка Укрпошти «Вербна неділя» (2002)

Віддавна особливу радість приносили шоста неділя і останній перед Великоднем тиждень, який має кілька народних назв: Чистий, Жилавий, Білий, Цвітний тиждень. Шутковим чи Квітним тижнем його називали в Галичині.
У Вербну неділю святять вербу. Люди приходять до церкви з вербовими гілками (здебільшого гілки з «котиками», інколи з зеленими листочками), гарно прикрашеними. Зранку на Богослужіння сходяться всі — старі й малі, бо «гріх не піти до церкви, як святять вербу». Коли завершується відправа і священник окропить гілля свяченою водою, то діти — одне поперед одного — стараються якнайшвидше дістати вербу і тут же проковтнути по кілька «котиків» — «щоб горло не боліло».
Колись господарі, повертаючись з церкви зі свяченою вербою, до хати не заходили, а відразу ж садили на городі по кілька гілок або — якщо було близько — то в полі, «щоб росла Богові на славу, а нам, людям, на вжиток»; а решту гілок несли до хати і ставили на покуті під святими образами. Після церкви люди одне одного били такою свяченою вербою, примовляючи:
Не я б'ю — верба б'є,
За тиждень Великдень,
Недалечко червоне яєчко!
Молоді хлопці та дівчата билися свяченою вербою ще й коло церкви та дорогою додому, а, б'ючись, примовляли:
Будь великий, як верба,
А здоровий, як вода,
А багатий, як земля!
В Галичині примовляли так:
Баська (лоза) б'є — не заб'є,
За тиждень — Великдень!
А також:
Шутка б'є — не я б'ю,
Віднині за тиждень: Буде в нас Великдень!
Посвячені галузки затикали у хліві та стайні, «щоб нечиста неправувала, а шутка захищала хату, хлів, двір од грому й пожежі». Решту ж клали за образи на покуті.
У селі Лопушній Вижницького району Чернівецької області досі зберігся обряд відвернення бурі способом помахування надворі бечкою (вербою) (але поки хмари не насунулись на село), при чому слід було казати: «Гей-я—гей-я, на ліси, на води, де гримить, у ліси дрімучі, у каміння клекучі, де пси не добріхують, когути не допівають і людська нога не ступаєть. Ідіть пробувайте і до нас не ступайте». Про обряд відвернення бурі маханням свяченої бечки розповідали і в селі Біскові Путильського району Чернівецької області. Навіть просто зберігаючи гілочку свяченої верби вдома, можна було захистити обійстя від грому. Селяни Закарпаття вірили, що коли гримить і блискає, чорт перед ними ховається у пічній трубі чи димарі. Щоб не дозволити чорту увійти в хату, селяни ламали «шутку» і спалювали її в печі. У разі великої бурі селяни вкидали поламану «шутку» у вогонь і промовляли: "Най хмари на небі розійдуться так, як розійшовся дим від цієї «шутки».
В селі Присліп Турківського району Львівської області казали так: «Не я б'ю, верба б'є, за тиждень Великдень йде». А пізніше: «Ая, гримит — кладеме на вікно». Далі робили так: «гуся (котик верби) взяти відорвати і пролиґнути і не бде горло боліти». А ще …"гусятьом" (вербою) били корів.
Вважалося, що це дерево вельми помічне від багатьох недуг і має неабияку чудодійну силу. Виганяючи вперше корів на пасовисько, обов'язково благословляли їх свяченою вербою, «щоб нечисть не чіплялася до тварин і не губила череди».
З дрібніших галузок чи листочків робили відвар або горілчану настоянку й лікували нею людей від головних болів, пропасниці, гарячки, шлункових хвороб, заживляли рани на тілі, використовували як натирання при ревматизмі.
Свячена верба користується великою пошаною серед нашого народу. «Гріх ногами топтати свячену вербу», а тому навіть найдрібніше освячене гілля, якщо воно залишалося на наступний рік, палили на вогні, щоб, боронь Боже, під ноги не потрапило.
На честь верби — вісника весни — сільська молодь влаштовувала свято. «Вибравши з-поміж себе найудатливішу юнку, дівчата прихорошували її котиками та розпуклими вербовими галузками, наспівуючи веснянку: „Ой вербо, вербо, вербице! Час тобі, вербице, розвиться!“. Взявшись за руки, водили хороводи... Тим часом дітлахи на різні голоси закликали весну змайстрованими з верби свистульками. Таке видовище вражало своєю поетичністю й красою».

### Бельгія
У Хугартені, одна з останніх процессій Вербної неділі відбувається щороку. Братство дванадцяти апостолів носить дерев'яну статую Христа містом, а діти ходять від дверей до дверей, пропонуючи пальми (самшит) за монети.

### Болгарія
У Болгарії, Вербна неділя відома як Цветниця (tsvete, "квітка") або Врабніца (varba, "верба"), або День квітів. Люди з іменами, пов'язаними з квітами святкують цей день як свій день ангела.

### Англія
У 15-17 століттях в Англії Вербна неділя часто відзначалася спалюванням фігури Джек О Лента. Це було солом'яне опудало, яке закидали камінням і знущалися в Попільну середу, і зберігали в парафії для спалення у Вербну неділю. Вважалося, що символізм був своєрідною помстою Юді Іскаріоту, який зрадив Христа. Опудало також могло представляти ненависну фігуру Зими, знищення якої готує шлях до Весни.

### Єгипет та Ефіопія
У Коптській православній церкві та Православній Ефіопії, це свято називають Осанна. Пальмове листя буде освячено та роздано, з нього роблять хрести, кільця та інші прикраси.

### Фінляндія

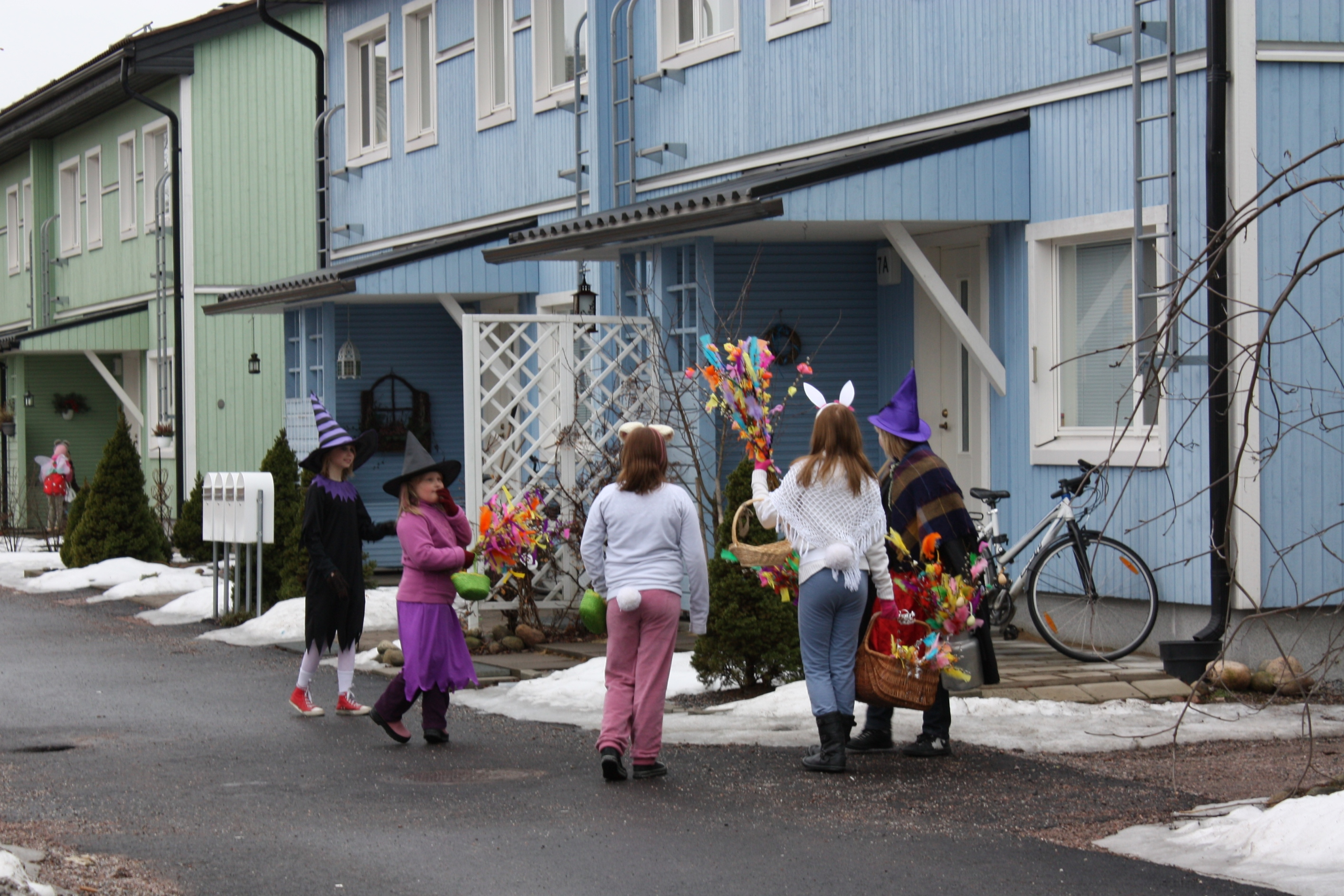
Великодні відьми у Фінляндії

У Фінляндії, діти зазвичай переодягаються у великодніх відьом і ходять від дверей до дверей у районах, обмінюючи прикрашені гілочки верби з котиками на монети та цукерки. Це старий карельський звичай під назвою virpominen.
Діти зазвичай скандують, з деякими варіаціями: "Virvon varvon tuoreeks, terveeks, tulevaks vuodeks, vitsa sulle, palkka mulle!", що приблизно перекладається як "Я бажаю тобі свіжого, здорового прийдешнього року, гілочка тобі, приз мені!". У романі Юха Вуорінен Totally Smashed! цей вірш перекладено як "Вербовий прутик, я великодня відьма! Я бажаю тобі здоров'я та багато кохання! Я приношу сьогодні трохи удачі, за цю гілочку скільки заплатиш?"

### Німеччина

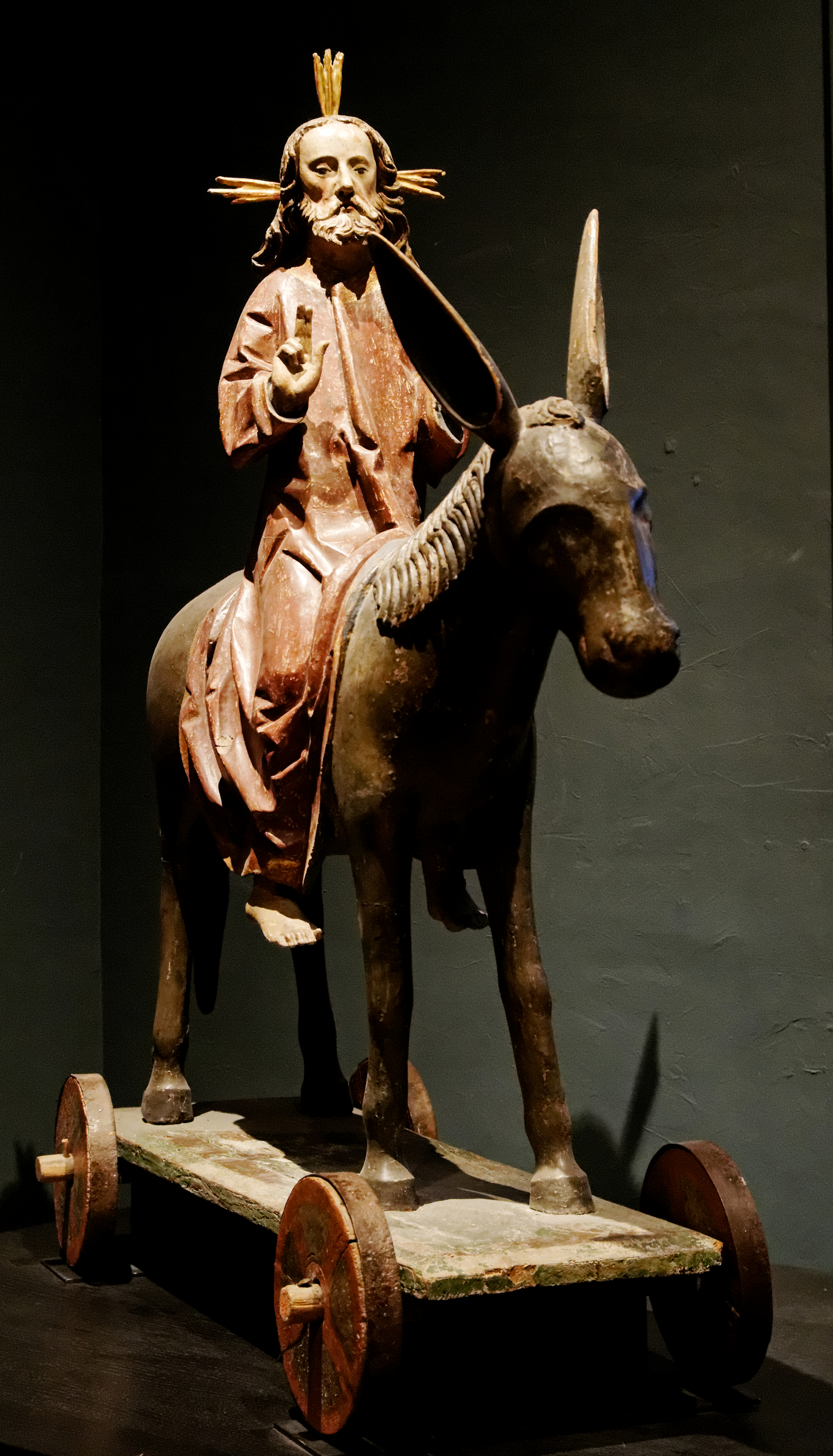
Дерев'яний Palmesel

У деяких регіонах Німеччини для процесії Вербної неділі беруть довгі кілки з котиками верби, самшитом та іншими гілочками, а не букети. У деяких південних регіонах або священник очолює процесію Вербної неділі, їдучи на віслюку, або дерев’яний віслюк (під назвою Palmesel) з фігурою Христа традиційно котиться з процесією віруючих.

### Індія
У більшості католицьких церков Індії пальми благословляє священник у Вербну неділю, а потім роздає їх людям після святої меси. Існує традиція складати пальмові вайї у пальмові хрести, які зберігаються біля вівтаря до наступної Попільної середи.

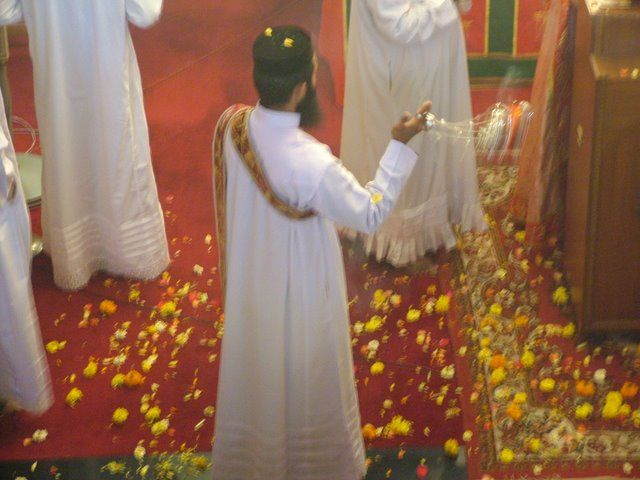
Квіти (в даному випадку чорнобривці), розкидані по святилищі в орієнтальній православній церкві в Мумбаї, Індія, у Вербну неділю

У південноіндійському штаті Керала (а також в Індійській православній церкві, Церкві Південної Індії (CSI), Сиро-Маланкарській католицькій церкві та Сирійській православній церкві (якобітській) громадах в інших місцях Індії та в усьому світі) квіти розкидають по святилищі у Вербну неділю під час читання Євангелія, на словах, виголошених натовпом, який вітає Ісуса: «Осанна! Благословен, хто прийшов і має прийти в ім’я Господа Бога». Ці слова тричі зачитуються громаді. Потім громада повторює: «Осанна!», і квіти розкидають, що є звичаєм в індійських святкуваннях. Це символізує тріумфальний вхід Ісуса до Єрусалиму.

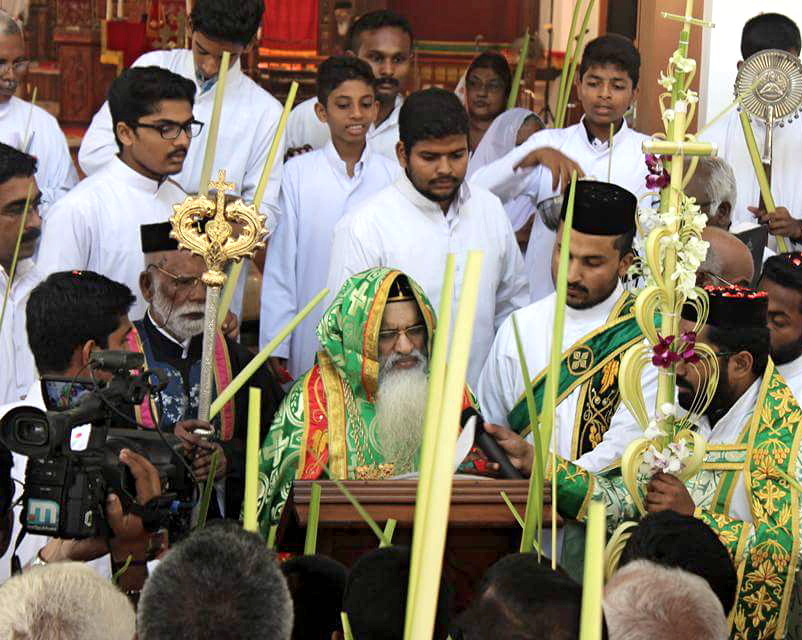
Вербна неділя в Маланкарській церкві (Орієнтальна православна) Керала – Люди тримають ніжне листя кокосових пальм (курутола) і підкидають квіти вгору під час читання Євангелія

Індійське православ’я бере свій початок від прибуття до Індії Святого Фоми Апостола (традиційно датованого 52 роком нашої ери) та його євангелізації серед брахманів Малабарського узбережжя та стародавньої єврейської громади там. Його обряди та церемонії є єврейськими, індійськими та левантійськими християнськими за походженням. У Сиро-Малабарській католицькій церкві пальмове листя освячується під час церемонії Вербної неділі, і відбувається Процесія з пальмами в руках.

### Ірландія
У холодному кліматі Ірландія справжнє пальмове листя, як правило, недоступне, тому натомість використовують тис, срібну ялицю, ялину або кипарис; ірландською це відомо як Domhnach an Iúir, "Тисова неділя". Історик Patrick Weston Joyce зазначив, що тис завжди називали «пальмою» в його дитинстві в 1830-х роках, і він лише пізніше дізнався правильну назву дерева. Гілочки «пальми» часто носили в петлиця або вішали на стіну; друга практика все ще поширена, і гілки пальми освячують святою водою на католицьких месах.
У минулому в деяких районах стебло пальми обвуглювали та хрестом позначали яйця, призначені для висиджування, а в деяких частинах графств Голуей і Мейо подрібнену пальму змішували з насінням зерна. Збіг Вербної неділі та Дня Святого Патрика (17 березня), «коли трилисник і пальму носять разом», казали, віщує велику подію; це востаннє сталося в 1940 році, після початку Другої світової війна, і не повториться до 2391 року.

### Італія

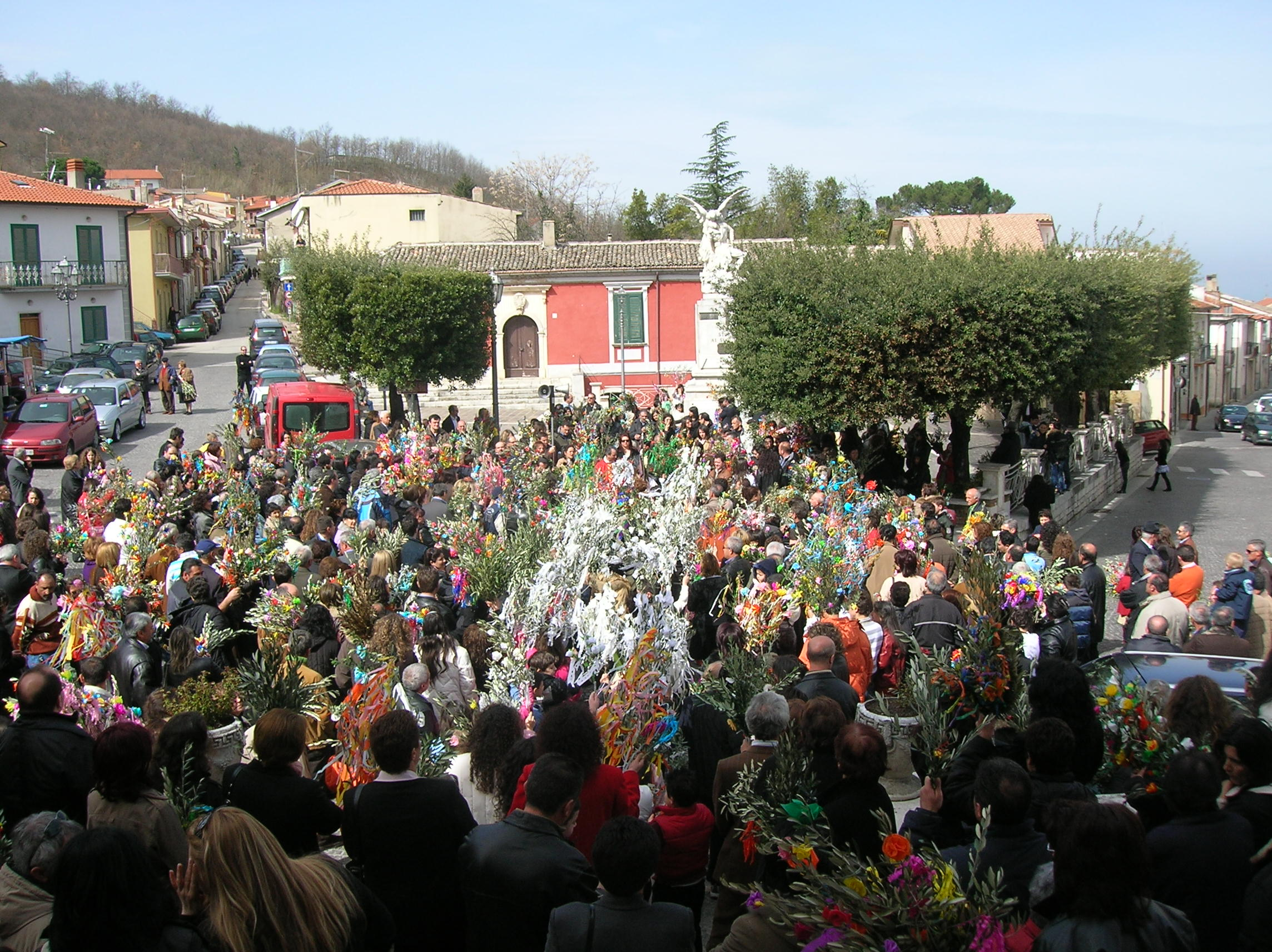
Вербна неділя в Стурно, Італія

В Італії пальмові листки використовуються разом з маленькими гілочками оливи, які легко доступні в середземноморському кліматі. Їх розміщують біля входів у будинки (наприклад, підвішуючи над дверима), де вони залишаються до Пальмової неділі наступного року. З цієї причини пальмові листки зазвичай не використовуються цілими через їх розмір; замість цього смужки листя сплітають у менші форми. Маленькі гілочки оливи також часто використовуються для прикрашання традиційних великодніх пирогів разом з іншими символами народження, такими як яйця.

### Латвія
У Латвії Вербна неділя називається "Вербовою неділею", і вербові котики, що символізують нове життя, благословляються та роздаються віруючим. Дітей часто будять того ранку ритуальними ударами вербової гілки.

### Левант
В Ізраїлі, Йорданії, Лівані, Палестині та Сирії Вербна неділя (Шаа'ніне арабською) є, мабуть, найбільш відвідуваною літургією в християнському календарі серед православних, католиків (латинських і східних), та англіканських церков, можливо, тому, що це, зокрема, сімейна подія. Цього дня діти відвідують церкву з гілками оливкових і пальмових дерев. Також є ретельно сплетені хрести та інші символи, зроблені з пальмових гілок і троянд, і процесія на початку літургії, під час якої в певний момент священник візьме оливкову гілку та окропить вірних святою водою.

### Мальта
Усі парафії Мальти та Гоцо у Вербну неділю (мальтійською: Ħadd il-Palm) благословляють пальмові та оливкові гілки. Ті парафії, які мають статуї Страсної п'ятниці, благословляють оливкове дерево, яке вони кладуть на статуї "Ісус молиться в Оливковому саду" (Ġesù fl-Ort) та "Зрада Юди" (il-Bewsa ta' Ġuda). Також багато людей беруть маленьку оливкову гілку до своїх домівок, оскільки це сакраменталія.

### Філіппіни

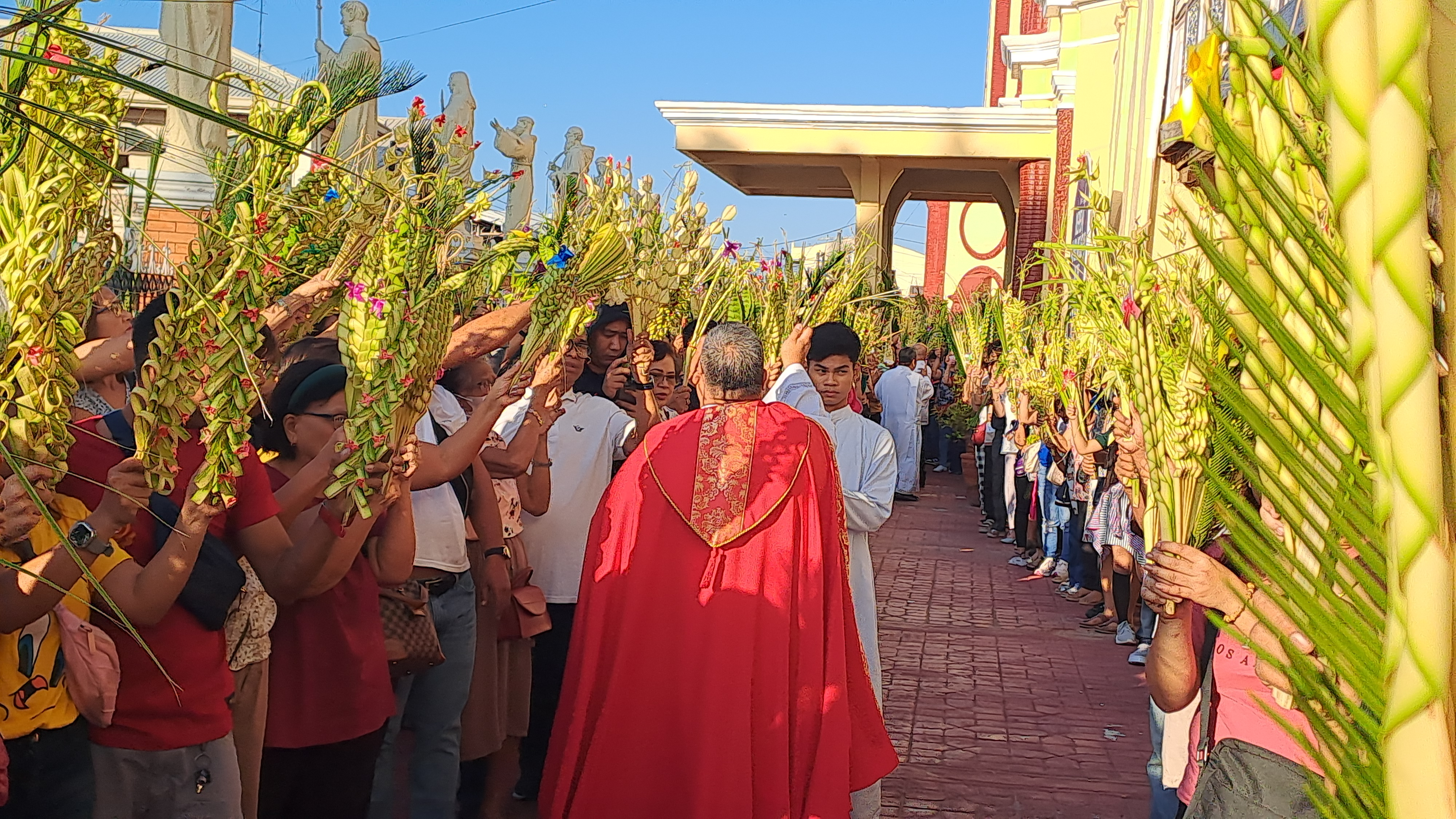
Благословення пальмових гілок у Сан-Карлосі, Пангасінан, Філіппіни.

На Філіппінах статую Христа, що їде на віслюку (Гумента), або священика, що очолює процесію верхи на коні, приносять до місцевої церкви під час ранкової процесії. Парафіяни вишиковуються вздовж маршруту, розмахуючи паласпасами (вишукано сплетеними пальмовими гілками) і розстилаючи тапіси (родинні "фартухи", виготовлені для цього ритуалу), імітуючи радісних жителів Єрусалиму. На паперті церкви, біля будинку або на міській площі діти, одягнені ангелами, розкидають квіти, співаючи того дня антифон Hosanna filio David місцевою мовою та на традиційні мелодії. Потім відбувається перша меса дня.
Після благословення паласпаси приносять додому та розміщують на вівтарях, дверних отворах і вікнах. Церква вчить, що це знак прийняття Христа в дім, але народні вірування стверджують, що благословенні паласпаси є апотропеями, що відлякують злих духів, блискавки та пожежі. Інший народний звичай — годувати шматочками благословенних паласпасів півнів, які використовуються в сабонгі (півнячих боях); це рішуче не схвалювалося архієпископом Маніли, кардиналом Луїсом Антоніо Тагле. В інших провінціях квіти, розкидані ангелами під час процесії, додають до насіння рису, що висаджують, вірячи, що це забезпечить щедрий урожай.

### Польща

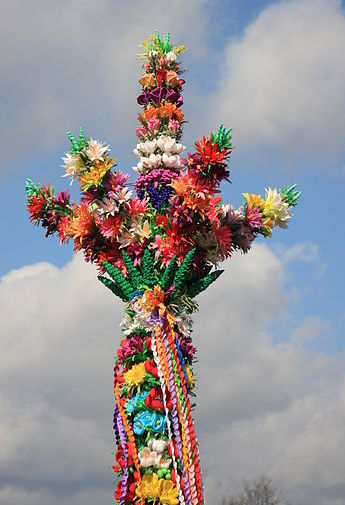
Пальма в Лисе, Польща

Багато польських міст і сіл (найвідоміші — Ліпниця-Мурована в Малопольщі та Лисе в Мазовії) організовують конкурси штучних пальм. Найбільші з них сягають понад 30 метрів у довжину; наприклад, найвища пальма у 2008 році була 33,39 метра.

### Румунія та Молдова
У Румунії та Молдові Вербна неділя відома як Duminica Floriilor або просто Florii, що перекладається як "Квіткова неділя". Що перегукується з аналогічним святом у сусідній Болгарії. Ця назва походить від дохристиянського фестивалю родючості, де квіти відігравали важливу роль.

### Іспанія
В Іспанії існує традиція в Пальмералі Ельче (найбільшому пальмовому гаю Європи), де місцеві жителі закривають пальмове листя від сонця, щоб воно стало білим, а потім зв'язують і заплітають його у складні форми.
Іспанське римоване прислів'я стверджує: Domingo de Ramos, quien no estrena algo, se le caen las manos ("У Вербну неділю руки відпадають у тих, хто не одягає щось нове"). У Вербну неділю прийнято одягати новий одяг або взуття.

### Сирія
У Сирії популярно, коли діти ходять від дверей до дверей у районах, співаючи про воскресіння Лазаря, за що їм дають монети або яйця.

### Уельс

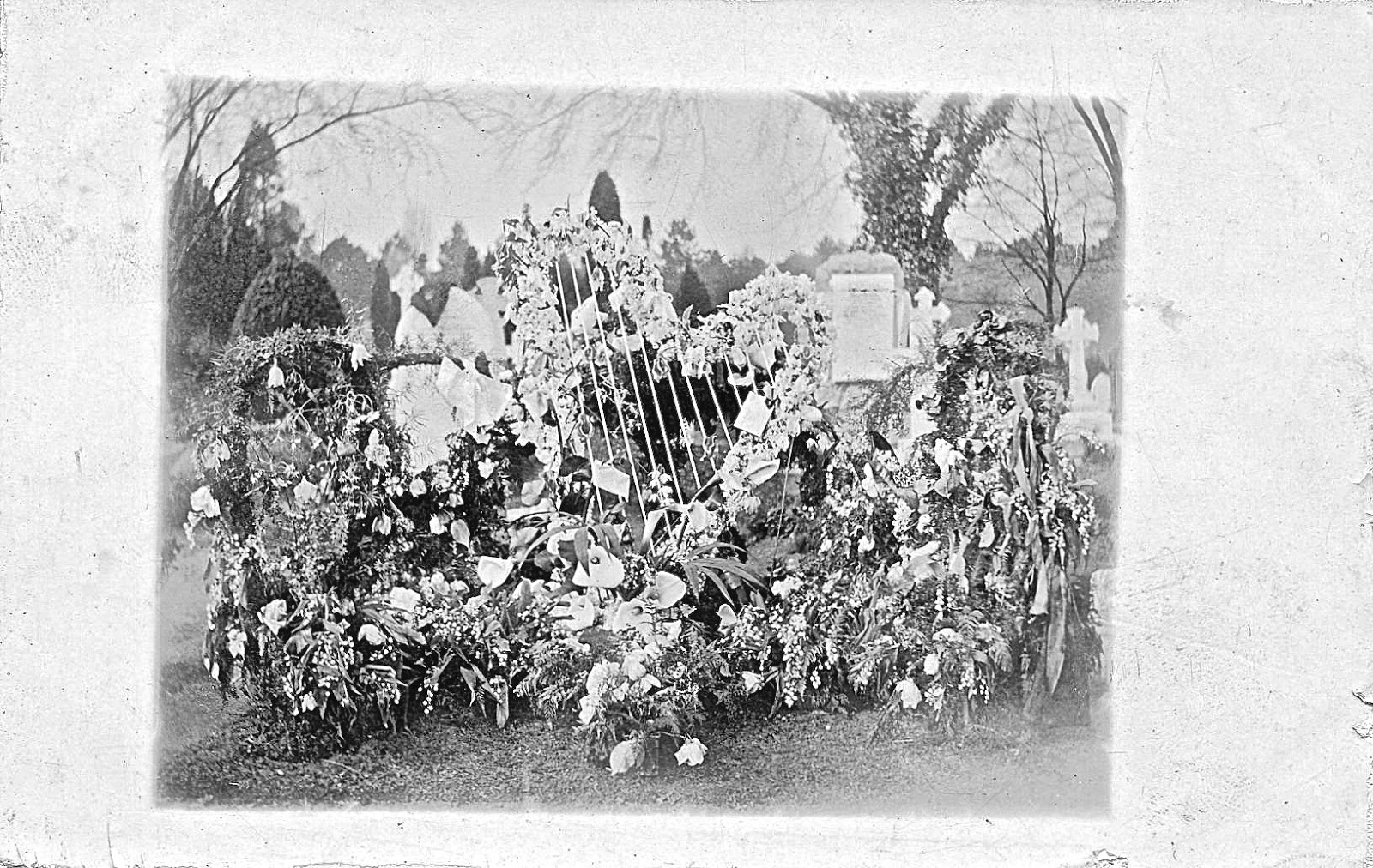
Ці прикраси могил на Квіткову неділю були сфотографовані в Південному Уельсі прибл. 1907

У південному Уельсі та прилеглих частинах Англії "Sul y Blodau" або "Квіткова неділя" — це традиція прикрашання могил, яку зазвичай відзначають у Вербну неділю, хоча історично прикрашання могил на Квіткову неділю також відзначалося в інші дні. Сьогодні назви Вербна неділя та Квіткова неділя використовуються взаємозамінно в цих регіонах. У 1829 році Томас Воллес з Лланбадок, Монмутшир опублікував вірш, який містить першу відому згадку про звичай, що практикується лише у Вербну неділю.
Традиції прибирання та прикрашання кладовищ в Уельсі, можливо, почалися як великоднє святкування, перш ніж стати більш поширеними у зв'язку з Вербною неділею. Ще в 1786 році Вільям Метьюз під час подорожі Південним Уельсом засвідчив прибирання та прикрашання квітами. Річард Уорнер засвідчив у 1797 році "прикрашання могил померлих різними рослинами та квітами в певні пори року родичами, що залишилися живими", і зазначив, що Великдень був найпопулярнішим часом для цієї традиції. До 1803 року спостереження Малкіна в "Пейзажі, старожитності та біографії Південного Уельсу з матеріалів, зібраних під час двох екскурсій у 1803 році" відображають відхід від переважного зв'язку звичаю з Великоднем.